# アーレン・スペクター
アーレン・スペクター（Arlen Specter, 1930年2月12日 - 2012年10月14日）は、アメリカ合衆国の政治家、弁護士。ペンシルベニア州選出連邦上院議員などを務めた。所属政党は共和党だったが、民主党に変わった。ユダヤ系である。

## 弁護士時代
1930年2月12日にカンザス州ウィチタに誕生し、同州のラッセルで育つ。ペンシルベニア大学に入学するが、入学後の1951年から1953年には空軍に所属する。空軍士官として、朝鮮戦争に従軍するためである。復員後、大学を卒業する。彼は優秀な学生で作られる組織、ファイ・ベータ・カッパのメンバーであった。次いでイェール大学ロー・スクールに進学し、ロー・スクールでは雑誌、イェール・ロー・ジャーナルの編集委員となる。J.D.を取得した後、1956年にはペンシルベニア州の司法試験に合格した。
スペクターは、若くしてペンシルベニア州の法曹界における第一人者となる。フィラデルフィア地区の地方検事補を務めるかたわら、1963年にはケネディ大統領暗殺に関するウォーレン委員会の首席コンサルタントとして活躍した。ウォレン委員会では、単独犯を結論付けた報告書を執筆した。1965年には35歳でフィラデルフィア地区の地方検事に選出された。

## 政治経歴
1973年、スペクターはフィラデルフィア市長選挙に共和党から立候補するも、民主党のリッツォ市長に敗れる。1976年には共和党上院議員選挙予備選に出馬するが、今度はジョン・ハインツ下院議員に及ばなかった。リチャード・シュワイカー上院議員（共和党）が1980年の上院議員選への不出馬を表明すると、スペクターは再度上院議員選への挑戦を表明した。彼は共和党の指名を獲得することに成功し、本選でも勝利を収めて上院議員に就任した。
その後、1986年、1992年、1998年、2004年に再選された。5期30年を勤め上げ、ペンシルベニア州選出の上院議員としては最長在任記録である。スペクターは、党内の穏健派を代表する上院議員の一人である。そのため、急進派の一部は彼にRINO（Republican In Name Only,　名ばかりの共和党員の意）とのレッテルを貼る。その一例として、彼は合法的な妊娠中絶を容認するいわゆるプロ・チョイス派である。さらに、1999年にはクリントン大統領の弾劾反対を表明し、弾劾を急ぐ党の執行部を非難した。1996年には大統領を目指し共和党予備選挙に出馬したが、早い段階で脱落した。
スペクターは自身も朝鮮戦争に従軍した退役軍人であることから、退役軍人の問題（年金など）に非常に熱心である。また、1995年から1997年まで情報委員会の委員長を務めている。委員長として、CIA改革などに取り組んだ。さらに弁護士としての経験を生かし、司法委員会でも主要なメンバーとなった。1987年、レーガン大統領がロバート・ボークを連邦最高裁判事に指名した際にはこれに反対し、委員会での質問でボークを追い詰めるなどボークの指名承認拒否に大きな役割を果たした。保守派のボークの指名承認を阻止したことで、スペクターは多くの急進派の活動家の怒りを買った。一方で同じ保守派のクラレンス・トーマスがジョージ・H・W・ブッシュ大統領により1991年に指名された際には、指名承認に決定的な役割を果たした。トーマスはアニタ・ヒルの告発によりセクハラを疑われ指名承認拒否の危機に瀕していたが、スペクターが司法委員会でヒルの証言の信憑性のなさを暴いたのであった。
2004年の再選に際し、スペクターは共和党予備選で厳しい挑戦を受けた。かねてより穏健派と看做されていた彼は、急進的な保守派活動家たちのターゲットにされていた。こうした活動家たちの支持を受けてパット・トゥーミー元下院議員が立候補し、スペクターは一時は当選が危ぶまれるほどの危機に瀕した。同じペンシルベニア州選出で、党内右派のリック・サントラム上院議員及びジョージ・W・ブッシュ大統領の支持を得て、スペクターは52％対48％の僅差で予備選を勝ち抜いた。彼は民主党のジョー・ホエッフェル下院議員らを降し、5選を勝ち得た。
2009年4月、右傾化した共和党への批判を交えながら、「共和党の哲学との対立を感じ、民主党の哲学に共鳴するようになった。」と表明し、民主党へくら替えした。ただ、この民主党への鞍替えの裏には、2010年に予定されている時期上院選における厳しい選挙情勢も見え隠れしているという指摘がある。
前述にあるように、上院における投票行動で、リベラル色の色濃い投票行動を繰り返してきた経緯から地元の共和党員が激しく反発、次期上院選の公認候補を選出する党員選挙では前回僅差で下したパット・トゥーミー元下院議員に20ポイントの大差をつけられていた。党籍移動を果たしたものの、2010年5月18日に実施された民主党の党員選挙で、同党のジョー・セスタック下院議員の多選・高齢批判の前に結局は敗北。6選への道は事実上断たれた。同年の中間選挙をめぐっては、多選・高齢の現職に対する批判が激しく、同じく政界の大御所で再選は確実と見られていたジョン・マケイン上院議員が党員選で同じように苦境に立たされており、ユタ州選出のボブ・ベネット上院議員は党員選で惨敗、4選への道を断たれ、インディアナ州のダン・バートン下院議員は勝利はしたものの同党の新人に2%にまで接近を許している。

## 上院司法委員長
2004年12月、ビル・フリスト上院院内総務やマイク・クレイポー上院議員（共和党、アイダホ州選出）の支持を得て、一部の急進派の反対にもかかわらず司法委員長に選出された。2005年1月9日に正式に上院司法委員長に就任するが、2月16日にはホジキンリンパ腫（ガンの一種）にかかっていることが判明する。一方で7月にはサンドラ・デイ・オコナー連邦最高裁判事が退任を表明し、ジョン・ロバーツが後任に指名され上院はロバーツの指名承認手続きに入らねばならなくなった。スペクターは、病をおして司法委員長として公聴会などの指名承認プロセスを推し進めたが、9月3日、ウィリアム・レンキスト連邦最高裁長官が死去。ロバーツは改めてレンキストの後任の連邦最高裁長官に指名された。スペクターは司法委員長としての役割を果たし、9月29日ロバーツ連邦最高裁長官の承認にこぎつけた。10月4日にはオコーナーの後任としてハリエット・マイヤーズが指名された。だが、マイヤーズは指名を辞退し、10月31日にサミュエル・アリートが指名された。このことにより、スペクターは再び指名承認プロセスに大きな役割を果たすことになる。

## 死去
2012年10月14日にがんのためペンシルベニア州フィラデルフィアの自宅で死去した。82歳であった。